# Julian Talbot
Julian Talbot (* 24. März 1985 in Wahnapitae, Ontario) ist ein ehemaliger kanadischer Eishockeyspieler, der im Verlauf seiner aktiven Karriere zwischen 2002 und 2020 unter anderem 337 Spiele für die Eisbären Berlin in der Deutschen Eishockey Liga (DEL) auf der Position des Centers bestritten hat. Mit den Eisbären wurde Talbot in den Jahren 2012 und 2013 jeweils Deutscher Meister. Er gehört dem Indianerstamm der Algonkin an. Sein älterer Bruder Joe war ebenfalls professioneller Eishockeyspieler.

## Karriere
Julian Talbot begann seine Karriere als Eishockeyspieler bei den Ottawa 67’s, für die er von 2002 bis 2006 in der kanadischen Juniorenliga Ontario Hockey League (OHL) aktiv war. Insbesondere in seinen beiden letzten Spielzeiten für die 67’s war er einer der punktbesten Spieler seines Teams und erreichte in der Saison 2004/05 das Playoff-Finale, in dem das Team den London Knights unterlag und sich dennoch für den Memorial Cup 2005 qualifizierte.

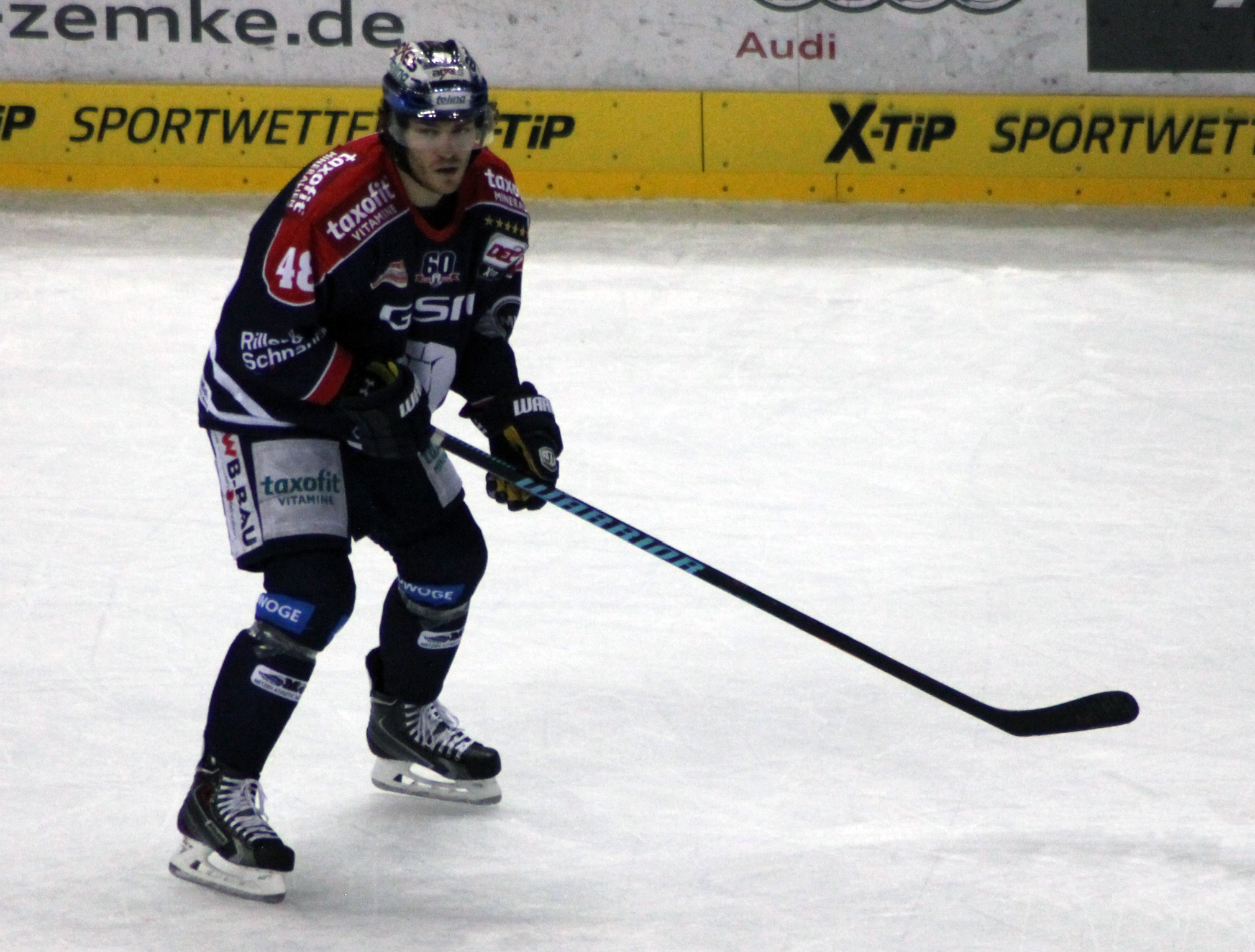
Talbot im Trikot der Eisbären Berlin (2015)

Nach seiner Juniorenzeit schloss sich der Center für die Saison 2006/07 den Alaska Aces aus der ECHL an, für die sein Bruder Joe schon mehrere Jahre aktiv war. Mit dem Team aus Anchorage erreichte er das Playoff-Halbfinale, wo die Aces dem späteren Kelly-Cup-Gewinner Idaho Steelheads unterlagen. Dabei war Talbot mit 20 Punkten punktbester Spieler seiner Mannschaft in den Playoffs und wurde für seine Leistungen über die gesamte Spielzeit in das All-Rookie Team der Liga gewählt. Zudem stand er in sieben Spielen für die Providence Bruins aus der American Hockey League (AHL) auf dem Eis. Für die folgende Saison 2007/08 erhielt er ein Angebot von der Organisation der St. Louis Blues aus der National Hockey League (NHL) und verbrachte die gesamte Spielzeit bei deren AHL-Team Peoria Rivermen. Dabei war er mit 24 Toren – gemeinsam mit Charles Linglet – der erfolgreichste Torschütze seiner Mannschaft und empfahl sich so für eine Vertragsverlängerung bei den Blues. Nach zwei weiteren Spielzeiten bei den Rivermen wurde er zur Saison 2010/11 im Tausch für T. J. Hensick zum Ligarivalen Lake Erie Monsters transferiert. Für das Team aus Cleveland war Talbot – hinter Ben Walter – in dieser Spielzeit der zweitbeste Scorer.
Zur Saison 2011/12 wurde Talbot vom damals amtierenden Meister Eisbären Berlin aus der Deutschen Eishockey Liga (DEL) verpflichtet. Dort konnte er mit mehr als 40 Punkten in seiner ersten Spielzeit seinen Beitrag zur Titelverteidigung des Hauptstadtklubs leisten, wobei er im entscheidenden fünften Playoff-Finalspiel per Penalty den dritten Treffer beim 3:1-Sieg gegen die Adler Mannheim erzielte. Auch in der Folgesaison konnte er mit den Berlinern nochmal die Meisterschaft feiern. Dabei war mit 19 Punkten der beste Scorer der gesamten Liga in den Playoffs und im entscheidenden Finalspiel beim 4:1 gegen die Kölner Haie mit zwei Treffern erfolgreich. Noch weitere vier Spielzeiten war Talbot für die Eisbären aktiv, wobei er in seiner letzten Spielzeit 2016/17 für die Berliner nochmal das DEL-Halbfinale erreichte und dabei punktbester Spieler seines Teams in den Playoffs wurde.
In der Saison 2017/18 spielte er beim österreichischen Rekordmeister EC KAC in der Erste Bank Eishockey-Liga (EBEL). Im September 2018 unterschrieb der Kanadier einen Vertrag beim DEL2-Klub Eispiraten Crimmitschau. In 67 Pflichtspielen für die Eispiraten erzielte er 22 Tore selbst und bereitete 39 weitere Treffer vor. Mit den Eispiraten konnte er sich in der Saison 2018/19 auch für die Playoffs qualifizieren, wobei er im entscheidenden Pre-Playoff-Spiel gegen die Kassel Huskies den entscheidenden Treffer zum 2:1-Sieg erzielte. Nachdem man sich für eine Vertragsverlängerung in Crimmitschau über eine weitere Spielzeit geeinigt hatte, bat er im Oktober 2019 nach einer Hand- und Rückenverletzung um die Vertragsauflösung. Im weiteren Verlauf der Spielzeit schloss er sich den Nottingham Panthers aus der britischen Elite Ice Hockey League (EIHL) an. Nach der Saison beendete der 35-Jährige seine aktive Karriere.

## Erfolge und Auszeichnungen
- 2007 Teilnahme am ECHL All-Star Game
- 2007 ECHL All-Rookie Team
- 2012 Deutscher Meister mit den Eisbären Berlin
- 2013 Deutscher Meister mit den Eisbären Berlin

## Karrierestatistik
(Legende zur Spielerstatistik: Sp oder GP = absolvierte Spiele; T oder G = erzielte Tore; V oder A = erzielte Assists; Pkt oder Pts = erzielte Scorerpunkte; SM oder PIM = erhaltene Strafminuten; +/− = Plus/Minus-Bilanz; PP = erzielte Überzahltore; SH = erzielte Unterzahltore; GW = erzielte Siegtore; 1 Play-downs/Relegation; Kursiv: Statistik nicht vollständig)